# Laura Frausin Guarino
Laura Frausin Guarino (Trieste, 30 de marzo de 1933) es una laureada traductora italiana.

## Biografía
A pesar de crecer en una familia de cultura centroeuropea, Laura Frausin Guarino mostró en su adolescencia un profundo interés por la literatura y lengua francesa, así como por la literatura y la lengua italiana.
Después de estudiar en Francia en la Universidad de Grenoble, empezó a trabajar como traductora de francés al contactar con varias editoriales italianas, primero con Mondadori, donde fue presentada por Vittorio Sereni, quién había sido su profesor de italiano en secundaria.
A lo largo de los años se le encomendó la traducción de importantes autores, tanto en el campo de la filosofía (Baudrillard, Caillois, Foucault) como en el de la ficción (Mauriac, Simenon, Némirovsky y otros, entre ellos, Adelphi, Marcel Jouhandeau, escritor particularmente enigmático y fascinante).
Fue galardonada con varios premios: en 2003 el Prix de la traduction de la Communauté Française por la traducción de la obra de Georges Simenon; en 2009 el Premio Lionello Fiumi a la traducción de Thérèse Desqueyroux de François Mauriac; en 2011 el Premio Procida-Isola de Arturo-Elsa Morante por la traducción del Vino de la soledad de Irène Némirovsky.
Durante varios años Laura Frausin Guarino impartió un curso de traducción de ensayos literarios en la Escuela Cívica de Intérpretes y Traductores Alberto Spinelli de Milán: dejó su puesto en 2017.
Además, tradujo y sigue traduciendo, para Ediciones Henry Beyle, textos de Perec, Stendhal, Balzac, Dumas, Apollinaire. De Ena Marchi (comisaría de Adelphi) se le encomendó la traducción del ensayo La Repubblica delle Lettere de Marc Fumaroli.

## Premios
2003 el Prix de la traduction de la Communauté Française por la traducción de la obra de Georges Simenon.
2009 el Premio Lionello Fiumi a la traducción de Thérèse Desqueyrox de François Mauriac.
2011 el Premio Procida-Isola de Arturo-Elsa Morante por la traducción del Vino de la soledad de Irène Némirovsky.

## Traducciones
- Arthur Rimbaud, Textos de Frédéric Musso, Periódicos Mondadori, Milán 1974
- Guillaume Apollinaire, Cirugía estética, Beyle, Milán 2013
- Christine Arnothy,
  - Viento africano, Sperling & Kupfer, Milán 1991
  - Un asunto de herencia, Sperling & Kupfer, Milán 1993
  - Cuando el pasado regresa, Sperling & Kupfer, Milán 1996
- Jean Baudrillard,
  - Ámsterdam, SI, Milán 2000
  - El complotto de la arte, con un escrito de Sylvère Lotringer, SI, Milán 2013
- Claudie Broyelle, Jacques Broyelle, Evelyne Tschirhart, Segunda vuelta de China: La otra mitad del cielo revisada, Bompiani, Milán 1978
- Marie Cardinal,
  - La trampa, Bompiani, Milán 1983
  - Escucha el mar, Bompiani, Milán 1998
- Roger Caillois,
  - En el corazón del fantástico, epílogo de Guido Almansi, Feltrinelli, Milán 1984
  - Los juegos y los hombres, prefacio de Pier Aldo Rovatti; notas de la edición italiana de Giampaolo Dossena; Tascabili Bompiani, Milán 2007
- Nicolas Cavaillès, Los ocho chicos Schumann, Páginas de Arte, Bellinzona 2018
- Patrick Chamoiseau, Crónica de las siete miserias, Serra y Orilla, Milán 1991
- Jean de Estrées, La beaute, mon aventure: guía de los secretos de la belleza femenina, A. Mondadori, Milán 1974
- François-Joachim de Pierre de Bernis, Memorias, prefacio de Lucio Villari, Feltrinelli, Milán 1984
- Honoré de Balzac, ¡Si fuese rico!, Henry Beyle, Milán 2016
- Simone de Beauvoir, La larga marcha, Munt press, Samedan 1975, prensa 1976
- Guy des Cars,
  - La mezzana, A. Mondadori, Milán 1972
  - La encantadora, A. Mondadori, Milán 1976
  - Una belleza insolente, A. Mondadori, Milán 1992
- Jacques Duquesne, La izquierda de Cristo, A. Mondadori, Milán 1972
- Marguerite Duras,
  - El dolor, traducción de Laura Guarino y Giovanni Mariotti, Feltrinelli, Milán 1985
  - Ojos azules, cabellos negros, Feltrinelli, Milán 1987
  - Emily L., Feltrinelli, Milán 1988
  - La vida material: Marguerite Duras habla a Jérôme Beaujour, Feltrinelli, Milán 1988
  - Jornadas enteras entre los árboles, Feltrinelli, Milán 1989
  - Textos secretos, Feltrinelli, Milán 1990
  - La vida tranquila, Feltrinelli, Milán 1996
  - Cuadernos de la guerra y otros textos, Feltrinelli, Milán 2008
- Jean-Henri Fabre, Recuerdos de un entomólogo, volumen primero, Adelphi, Milán 2020
- Michel Foucault,
  - 3: La cura de sí mismo, en Historia de la sexualidad, Feltrinelli, Milán 1991
  - 2: El uso de los placeres, en Historia de la sexualidad, Feltrinelli, Milán 1994
- Marc Fumaroli, La república de las letras, Adelphi, Milán 2018
- Paul Gadenne, La ballena, con La mariquita o las falsas ternuras, Feltrinelli, Milán 1986
- Laurent Gaudé, La muerte de rey Tsongor, Adelphi, Milán 2004
- Fernand Gigon, Americanos y Vietcong, Mondadori, Milán 1966
- Jean-Noël Kapferer, Las voces que corren, Longanesi, Milán 1988
- Amen Maalouf,
  - León el Africano, Longanesi, Milán 1987
  - El león africano, Tascabili Bompiani, Milán 2002
- Andreï Makine, El testimonio francés, Mondadori, Milán 1997
- Henri Matisse, Cómo he realizado mis libros, Beyle, Milán 2016
- François Mauriac, Therese Desqueyroux, Adelphi, Milán 2009
- Irène Némirovsky,
  - Suite francesa, a cargo de Denise Epstein y Olivier Rubinstein; epílogo de Myriam Anissimov; Adelphi, Milán 2005
  - La esposa de don Giovanni, a cargo de Giorgio Pinotti; Adelphi, Milán 2006
  - Jezabel, Adelphi, Milán 2007
  - Los dones de la vida, Adelphi, Milán 2009
  - Dos, Adelphi, Milán 2010
  - El vino de la soledad, Adelphi, Milán 2011
  - Las hogueras de otoño, con notas de Olivier Philipponnat, Adelphi, Milán 2012
  - La presa, Adelphi, Milán 2012
  - El calor de la sangre; La esposa de don Giovanni, prefacio de Marco Missiroli, traducciones de Alessandra Berello y Laura Frausin Guarino Correspondencia de la Noche, Milán 2013
- Moros Ogai, Vida sexualis, o La iniciación amorosa del profesor Kanai Shizuka, con notas de Adriana Boscaro, Feltrinelli, Milán 1983
- Georges Perec,
  - Consideraciones sobre las gafas, Henry Beyle, Milán 2011
  - Leer, Henry Beyle, Milán 2014
  - Lugares de un engaño, Beyle, Milán 2015
  - Diferentes ocaciones para usar el verbo vivir, Henry Beyle, Milán 2018
- Pia Poli (Pia Paoli), Para tomar a la hora del té, Mondadori, Milán 1968
- Pierre Rey,
  - Out, A. Mondadori, Milán 1977
  - La viuda, A. Mondadori, Milán 1977
- Yasmina Reza, El dios de la masacre, traducción de Laura Frausin Guarino y Ena Marcas, Adelphi, Milán 2011
- Henri-Pierre Roché, Taccuini: los años Jules y Jim, con un ensayo de François Truffaut, Adelphi, Milán 1990
- Jean Rouaud,
  - Los campos de la gloria, A. Mondadori, Milán 1991
  - ¡Detente!, Mondadori, Milán 1995
  - Alrededor del mundo, Mondadori, Milán 1998
  - Lista de bodas, Oscar Mondadori, Milán 2002
- Françoise Sagan,
  - Un perfil perdido, A. Mondadori, Milán 1974
  - El perro dormido, A. Mondadori, Milán 1981
- Georges Simenon,
  - Maigret y el ladrón, Mondadori, Milán 1968
  - El mudo, A. Mondadori, Milán 1968
  - La muerte de Belle, Adelphi, Milán 1995
  - El loco de Bergerac, Adelphi, Milán 1995
  - Turista de bananas, o Los domingos de Tahiti, Adelphi, Milán 1996
  - Los fantasmas del sombrerero, Adelphi, Milán 1997
  - Tres cámaras a Manhattan, Adelphi, Milán 1998
  - Las vacaciones de Maigret, Adelphi, Milán 1999
  - El viajero del día de los Muertos, Adelphi Y., Milán 1999
  - Los intrusos, Adelphi, Milán 2000
  - El hombre de Londres, Mondolibri, Milán 2000
  - El primogenito de los Ferchaux, Adelphi, Milán 2002
  - Maigret, Lognon y los gánsters, Adelphi, Milán 2003
  - Memorias íntimas; seguidas por el Libro de Marie-Jo, Adelphi, Milán 2003
  - La casa sobre el canal, Adelphi, Milán 2005
  - Maigret y la joven muerta, Adelphi, Milán 2005
  - El relojero de Everton, Mondolibri, Milán 2005
  - El clan de los Mahé, Mondolibri, Milán 2006
  - Maigret en las cortes penales, Adelphi, Milán 2006
  - Maigret y el vagabundo, Adelphi, Milán 2008
  - Las campanas de Bicêtre, Mondolibri, Milán 2009
  - Los cómplices, Adelphi, Milán 2012
  - Maigret y el señor Charles, Adelphi, Milán 2012
  - Las señoras de Concarneau, Adelphi, Milán 2013
  - Cargo, Correspondencia de la Noche, Milán 2015, prensa 2016
  - El huésped, Adelphi, Milán 2015
  - El presidente, Correspondencia de la Noche, Milán 2015, prensa 2016
  - La escalera de hierro, Adelphi, Milán 2016, prensa 2015
- Stendhal,
  - Sobre el carácter de las mujeres, Beyle, Milán 2014
  - En defensa de los libreros, a cargo de Laura Frausin Guarino, Henry Beyle, Milán 2015
- Vercors, La balsa de Medusa, A. Mondadori, Milán 1973
- Jules Verne, ¡Demasiadas flores!, Beyle, Milán 2017
- Voltaire, Médicos y medicinas, con notas de Edoardo Boncinelli, Henry Beyle, Milán 2018
- Elie Wiesel, Las puertas del bosque, Longanesi, Milán 1989
- Marguerite Yourcenar,
  - A ojos abiertos, Grupo editorial Fabbri-Bompiani-Sonzogno-Etas, Milán 1989
  - A ojos abiertos: conversaciones con Matthieu Galey, Tascabili Bompiani, Milán 2004
  - Mishima, o La visión del vacío, Tascabili Bompiani, Milán 2005